# Buffalo Ridge Wind Farm
Buffalo Ridge Wind Farm é uma usina eólica perto de Lake Benton, Minnesota localizada na estrutura geológica Buffalo Ridge.

## História
Em 1994, um mandato legislativo de Minnesota aumentou a demanda de energia eólica no estado. A geografia de Buffalo Ridge é própria para a geração de energia eólica e portanto a região se tornou foco de desenvolvimento de energia. A história das atividades relacionadas a energia eólica em Buffalo Ridge pode ser dividida em quatro etapas de construção.

### Primeira etapa
Em 1994, o primeiro conjunto de turbinas eólicas foram construídas em Buffalo Ridge, ao noroeste de Lake Benton e se estende até Lake Shaokatan e consiste de 73 turbinas. A construção foi realizada pela Kenetech Corporation.

### Segunda etapa

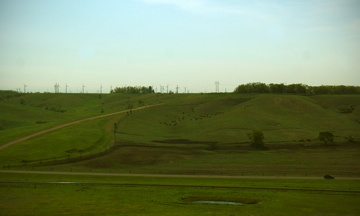
Turbinas eólicas em Buffalo Ridge

Em 1998, Zond Energy Systems construíu outro conjunto de turbinas perto de Hendricks, Minnesota. Esta usina consiste de 143 turbinas Zond Z-750, de 78 m de altura e 89 toneladas cada. Cada turbina de 750 kW pode fornecer energia anualmente para cerca de 250 casas.

### Terceira etapa
Em meados de 1999 foram adicionados 100 megawatts de potência a potência já disponível.

### Quarta etapa
Em 2006, PPM Energy e Excel Energy começaram a construção do projeto MinnDakota Wind Power Project, de capacidade de 150 megawatts. Esse projeto acrescentou 67 mais turbinas à usina. O projeto também instalou turbinas na porção de Buffalo Ridge localizada no Condado de Brookings, na Dacota do Sul.

### Uso do terreno
Os terrenos  ocupado pelas instalações são fazenda privadas. Para adquirir terreno para a construção de turbinas, o desenvolvedor aluga ou arrenda o terreno de seu dono, geralmente um fazendeiro. Pequeno projetos, com menos de 2 megawatts, são oferecidos subsídios de 1.5 centavos de dólar por kilowatt por hora vendido.

## Riscos para espécies voadoras
Existem preocupações relacionadas ao risco que as turbinas representam para populações de pássaros e morcegos da região. Uma pesquisa publicada no American Midland Naturalist concluiu que 84% a 85% das 70 espécies de pássaros que habitam a região de Buffalo Ridge voam acima ou abaixo da altura das lâminas das turbinas. Em um estudo conduzido em 1996, pela Western EcoSystems Technology, foi concluído que uma média de 1,4 pássaros são mortos por turbina durante um período de 7 meses. Outro estudo feito em 1997 durante 8 meses concluiu que 1,1 pássaros eram mortos por turbina. Evidência do "Interim Report: Bat Interactions with Wind Turbines at the Buffalo Ridge, Minnesota Wind Resource Area: 2001 Field Season" mostra que mortes de morcegos por turbinas eólicas ocorrem no outuno devido a morcegos migratórios e não populações residentes de morcegos. No mesmo estudo foi concluído que 2,45 a 3,21 morcegos morrem por turbina, menor do que o número de mortes de morcegos por faróis, torres de comunicação, construções altas, linhas de energia, e grades.
Em 1996, Western Ecosystem Technologies foi contratada pela Northern States Power para criar um programa de monitoramento de aves para Buffalo ridge. Seus principais objetivos eram de avaliar os riscos para espécies aviárias, observando o desenvolvimento da usina e seu efeito na população de aves da região, e ao mesmo tempo usando essas informações para diminuir a mortalidade de aves em Buffalo Ridge. De acordo com os estudos, populações de pássaros estão em maior perigo por pessoas do que por turbinas eólicas.